# Nikoghayos Nikoghosyan
Nikolaï Nikogossian (russe : Николай Багратович Никогосян), (arménien : Նիկողայոս Բագրատի Նիկողոսյան), ou Nikoghayos Nikoghosyan, né le 2 décembre 1918, à Chagrar, en Arménie et mort le 10 août 2018 à Moscou en fédération de Russie est un sculpteur, peintre, graphiste et professeur d'art soviétique, russe et arménien.
Il était membre de l'Académie russe des beaux-arts (en 2001; mais membre correspondant depuis 1983) et a obtenu le Prix d'État de l'URSS (1977).

## Biographie
Nikogossian est né le 2 décembre 1918, dans le village arménien de Chargrar (aujourd'hui dénommé Nalbandyan). En 1930, il s'installe dans la capitale de l'Arménie Erevan. De 1937 à 1940, il étudie à l'Institut Répine de Léningrad. De 1944 à 1947, il étudie à Moscou, à l'Institut des beaux-arts Vassili Sourikov, dans la section de sculpture, sous la direction du professeur puis recteur Alexandre Terentevitch Matveïev. Depuis 1942, il était membre de l'Union des artistes de l'URSS. Certains de ses travaux sont conservés à la Galerie Tretiakov et au Musée russe.
La seconde épouse de Nikogossian est décédée le lendemain de la mort de son mari, le 11 août 2018.
Les funérailles de Nikogossian se sont déroulées le 16 août 2018 à Moscou, puis son corps a été inhumé à Erevan au Panthéon Komitas.

## Expositions personnelles
- 1958 — Moscou, ensemble avec d'autres artistes.
- 1980 — Erevan, Moscou et Helsinki.
- 1981 — Bruxelles.
- 1988 — Moscou, Tbilissi.

## Œuvres

Sculptures de N. Nikogossian
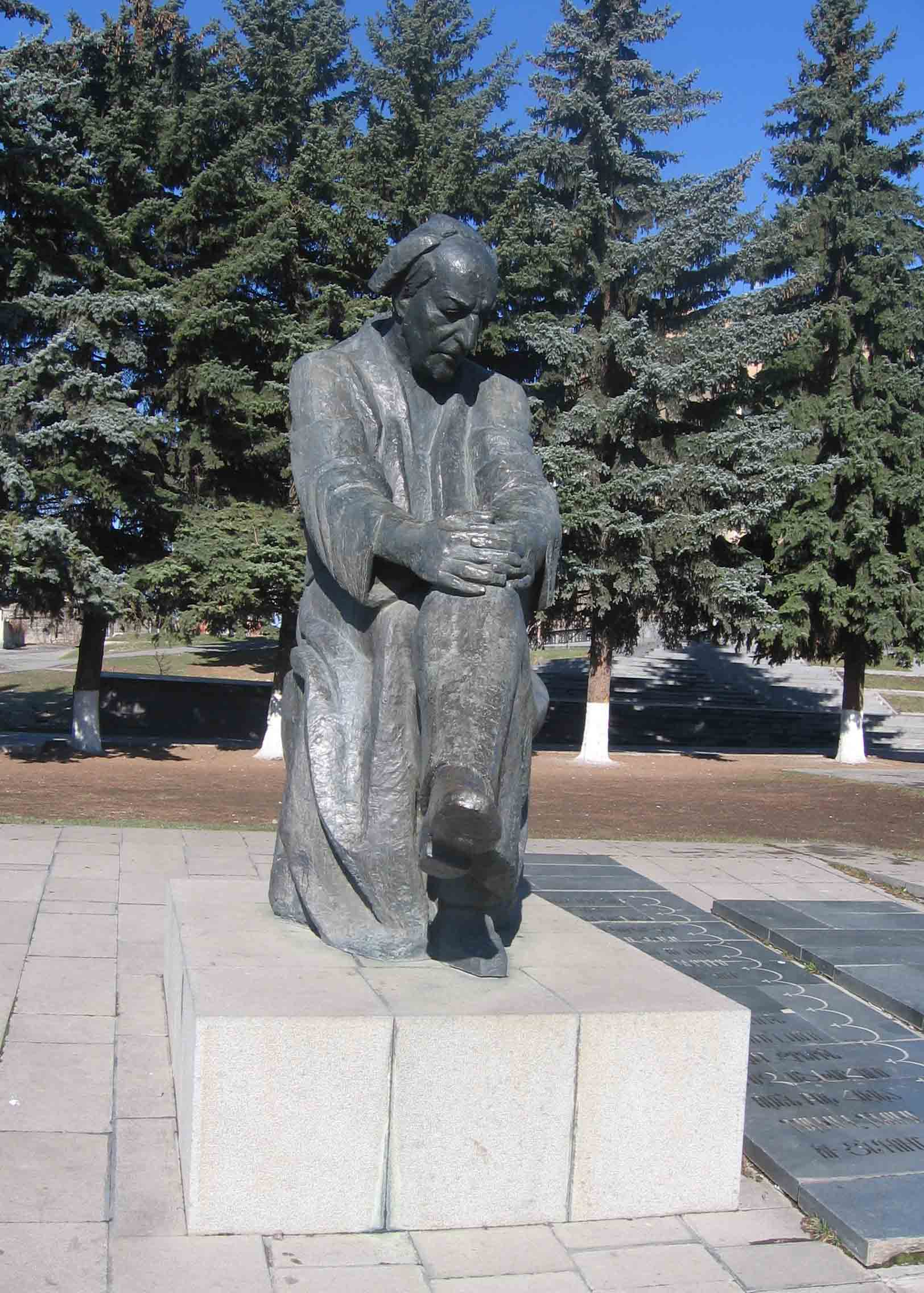
Statue d'Avetik Issahakian (Gyumri) 1975
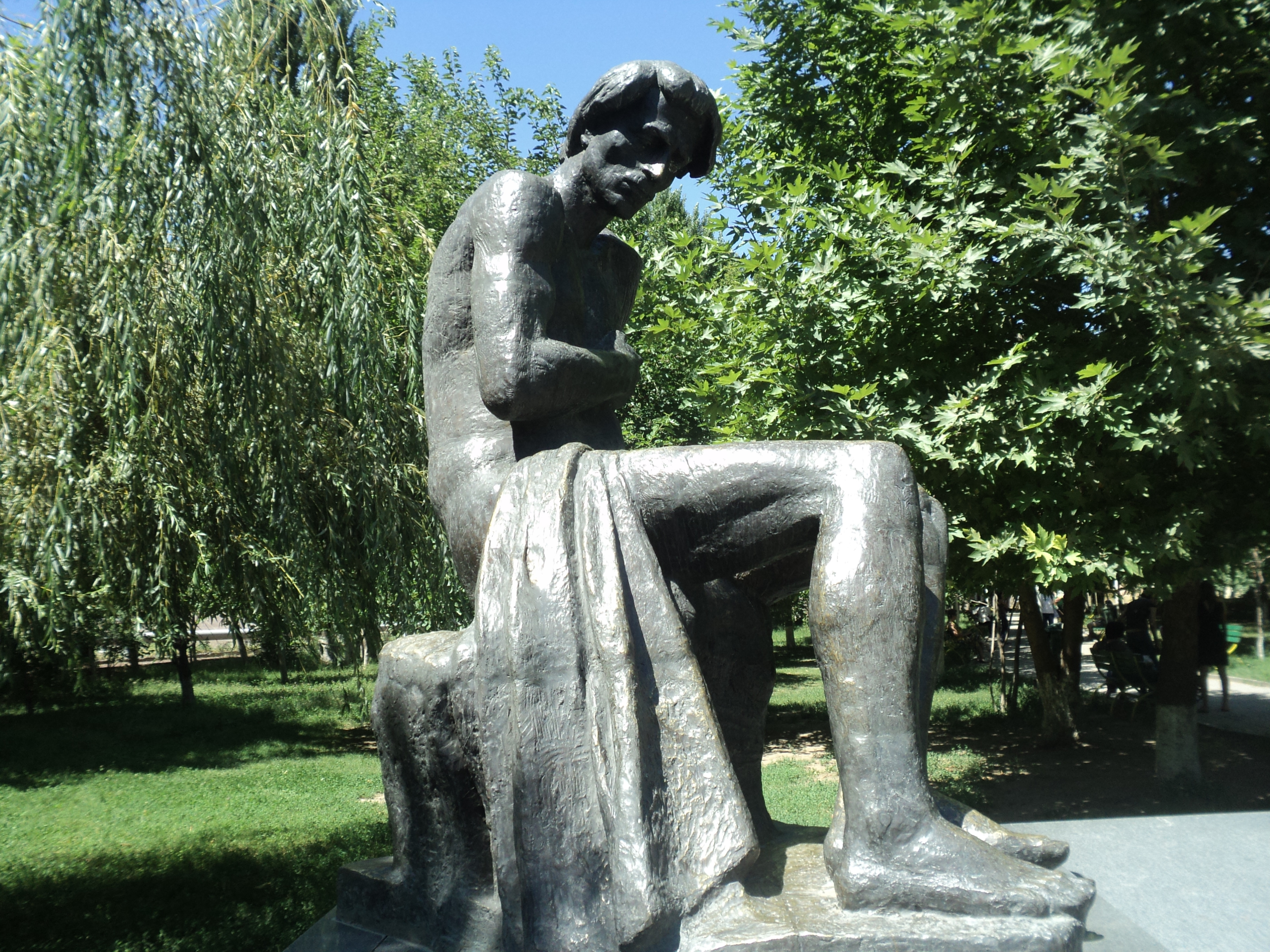
sculpture de Nikolaï Nikogossian
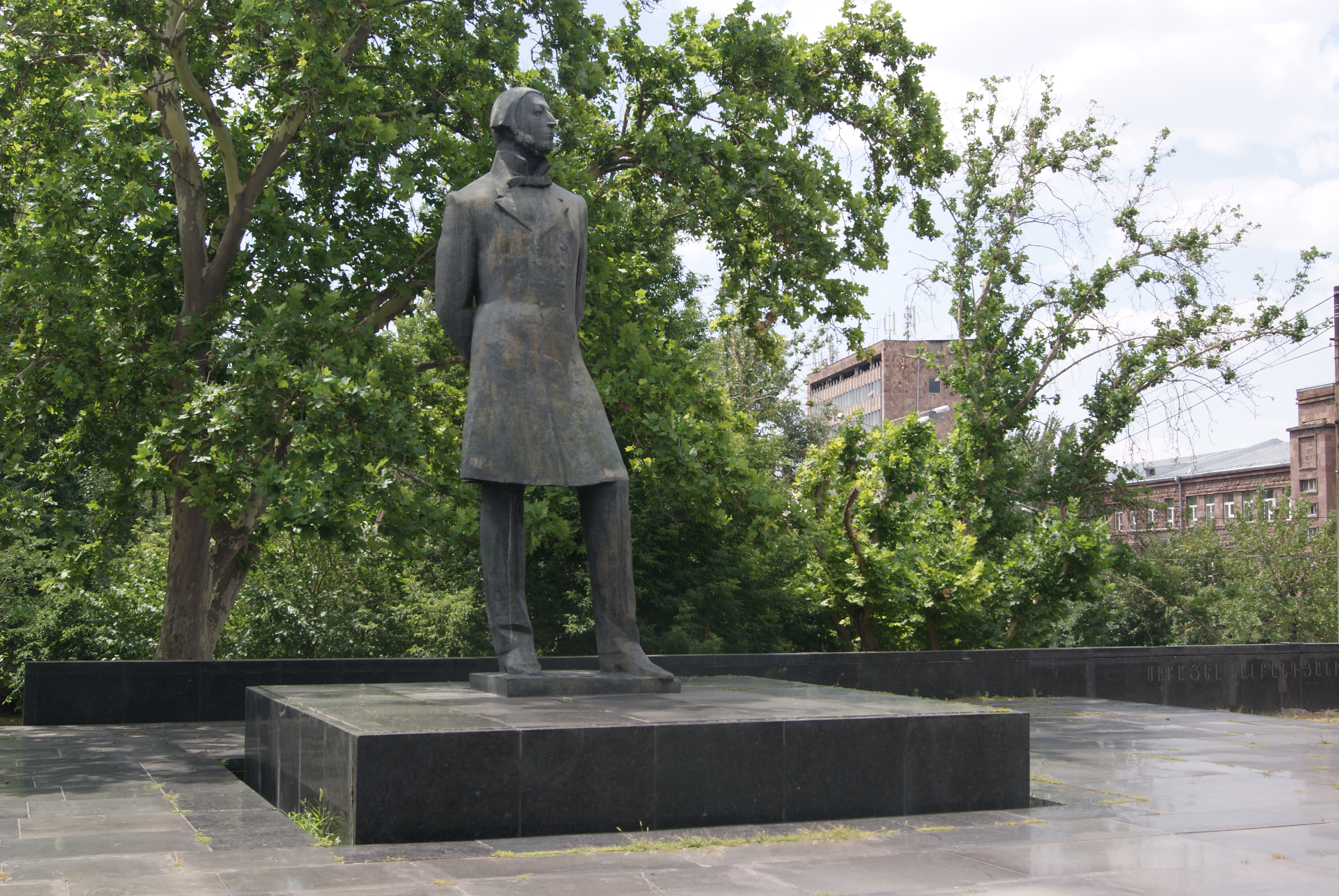
Michael Nalbandian (1965) Erevan
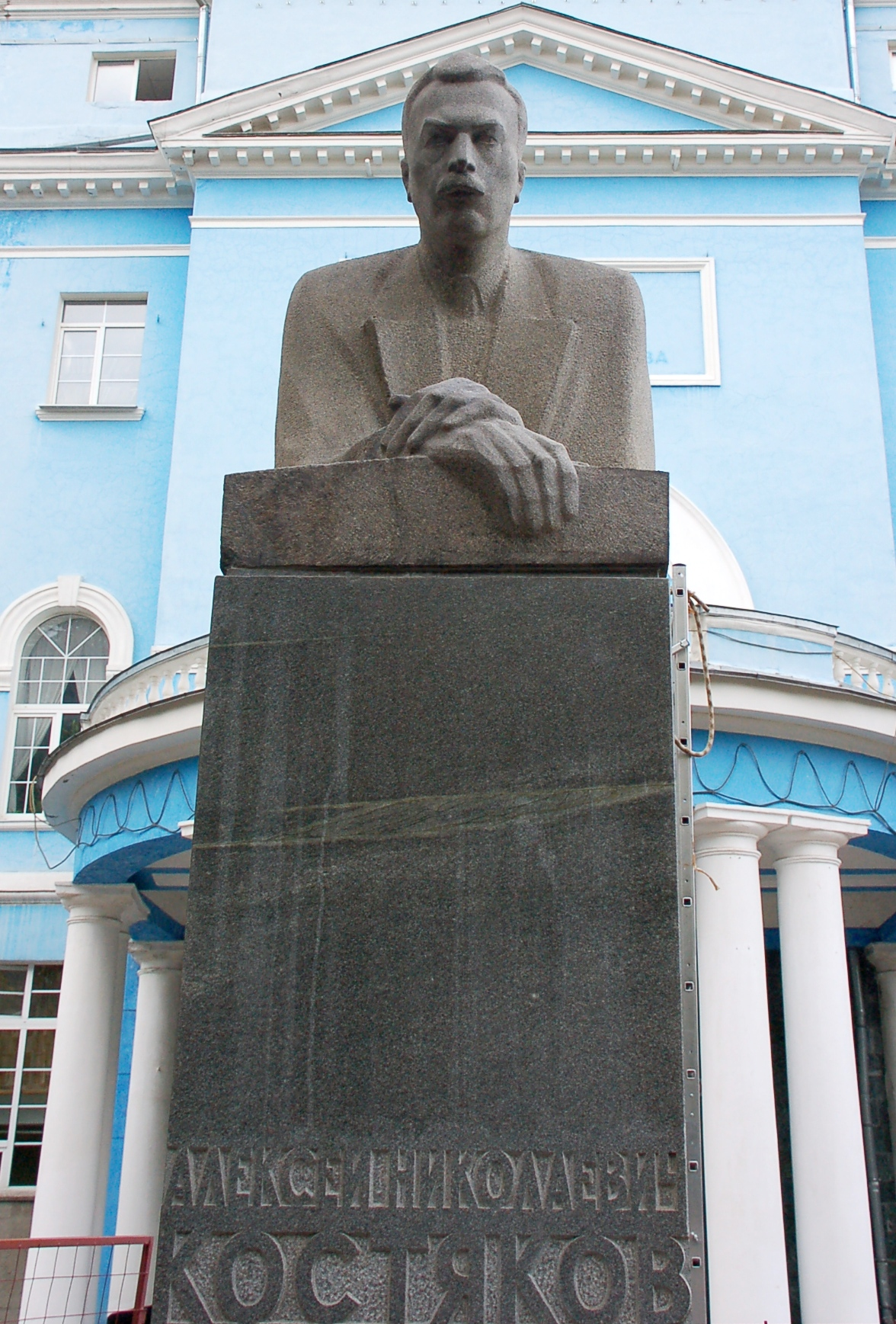
Monument à Alexis Kostaikov (ru) (1975, Moscou)

## Prix et récompenses
- Ordre de l'Honneur (21.07.2014) — Pour ses réalisations grandioses dans le développement de la culture et de l'art national après de nombreuses années d'activité[5].
- Ordre de l'Amitié (Russie) (09.05.2005) — Pour ses mérites dans le domaine de l'art et de la culture ainsi que ses nombreuses années d'activité[6].
- Ordre de l'Amitié des peuples (28.04.1989) — Pour ses mérites dans le domaine de la culture et de l'art[7].
- Prix d'État de l'URSS (1977) — Pour le monument à Avetik Issahakian dans la ville de Leninakane et pour la sculpture de l'écrivain contemporain Ruben Zarian, du professeur Isaak Kitaïgorodski, du chirurgien V. Zagorianska, de l'artiste du peuple Sergueï Martinson[8].